# Grzegorz Erlebach
Grzegorz Erlebach (ur. 31 grudnia 1954 w Jeżowej) – polski duchowny katolicki, audytor Roty Rzymskiej.

## Życiorys
Absolwent Wyższego Seminarium Duchownego w Nysie, w roku 1979 otrzymał święcenia kapłańskie i uzyskał magisterium na wydziale teologii Katolickiego Uniwersytetu Lubelskiego. Przez trzy lata był wikariuszem parafialnym w Opolu, następnie pracował przez dwa lata w Biskupim Sądzie Duchownym w Opolu. W roku 1984 uzyskał licencjat z teologii na Papieskim Wydziale Teologicznym we Wrocławiu. Z polecenia Biskupa Opolskiego w roku 1984 wyjechał do Rzymu dla dalszych studiów. Doktorat z prawa kanonicznego uzyskał w roku 1989 na Wydziale Prawa Kanonicznego Papieskiego Uniwersytetu Gregoriańskiego. W tym samym roku został absolwentem Studium Rotalnego uzyskując dyplom adwokata Roty Rzymskiej. W międzyczasie rozpoczął pracę w kancelarii Trybunału Roty Rzymskiej, gdzie od 1994 roku pełni funkcję kierownika kancelarii. W roku 1996 uzyskał licencjat z prawa cywilnego na Papieskim Uniwersytecie Laterańskim. 4 listopada 1997 papież Jan Paweł II mianował go audytorem Trybunału Roty Rzymskiej.